# جان هاكيزيمانا حسن
جان هاكيزيمانا حسن (31 يناير 1985 ببوجومبورا في بوروندي - ) هو لاعب كرة قدم بوروندي في مركز الهجوم. شارك مع منتخب بوروندي لكرة القدم. أما مع النوادي، فقد لعب مع Muzinga FC ‏ وPrince Louis FC ‏ وMukura Victory Sports F.C. ‏ وAS Inter Star ‏.

## روابط خارجية
- جان هاكيزيمانا حسن على موقع قاعدة بيانات كرة القدم.إي يو (الإنجليزية)
- جان هاكيزيمانا حسن على موقع ناشيونال فوتبول تيمز (الإنجليزية)